# Ejército de Tierra (España)
El Ejército de Tierra es la rama terrestre de las Fuerzas Armadas españolas, uno de los ejércitos en actividad más antiguos del mundo, estando en servicio desde el siglo XV. Tiene su cuartel general en el Palacio de Buenavista de Madrid, ubicado en la céntrica plaza de Cibeles, frente al Banco de España.
Conjuntamente con la Armada y el Ejército del Aire y el Espacio, tiene asignado por medio del artículo octavo de la Constitución española la misión de garantizar la soberanía e independencia de España, defender su integridad territorial y el ordenamiento constitucional.

## Historia
La historia del Ejército de Tierra de España —una de las más dilatadas entre los ejércitos contemporáneos— abarca al menos cinco siglos, durante los cuales sus unidades combatieron a lo largo y ancho de Europa, de América del Norte, del Centro y del Sur, de África y de Asia. Durante los inicios de su dilatada historia, el Ejército español desarrolló conceptos innovadores de combate y organización que le permitieron por un tiempo ser la fuerza terrestre dominante tanto en Europa como en América. La guerra de la Independencia inició un periodo de infructuosas guerras fratricidas y coloniales y de intervención del Ejército en la política, que no terminó hasta la restauración democrática al final del siglo XX. Desde entonces el Ejército se ha modernizado, recuperando su misión fundamental de defensa frente a las agresiones exteriores, y participando en misiones internacionales de seguridad en cooperación con otras naciones amigas.

## Organización

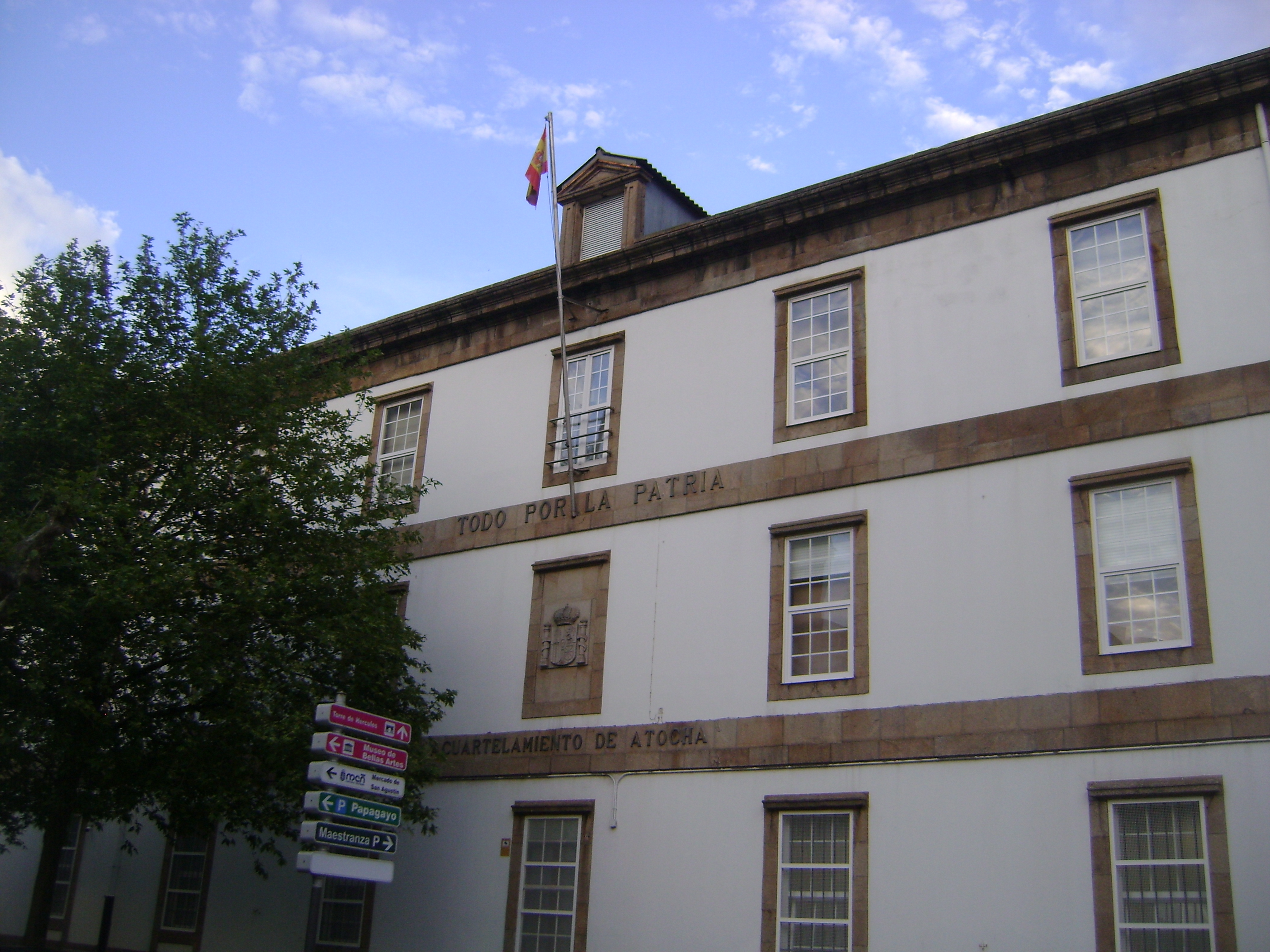
Cuartel en La Coruña.

En 2006 se inició una reestructuración de las Fuerzas Armadas que pretendía adecuar la organización al número de efectivos disponibles, concentrar las unidades en un número menor de emplazamientos, actualizar normas y procesos, reducir los niveles administrativos, suprimir estructuras redundantes y potenciar las capacidades de las fuerzas mediante tecnologías avanzadas. Esta reorganización afectó a sesenta unidades, de las cuales treinta y tres fueron disueltas y veintitrés transformadas. De las disueltas, veinticuatro fueron batallones. En 2014 se publicó nueva legislación para reorganizar las Fuerzas Armadas, modificando su estructura básica, que fue actualizada en diciembre de 2018.
Al igual que la Armada y el Ejército del Aire, el Ejército de Tierra está compuesto por:
- El Cuartel General: lo forma el conjunto de órganos que encuadran los medios humanos y materiales necesarios para asistir al jefe de Estado Mayor en el ejercicio del mando sobre su ejército.
  - Jefatura CIS y de Asistencia Técnica (JCISAT)
  - Regimiento de Infantería Inmemorial del Rey n.º 1
- La Fuerza: es el conjunto de recursos humanos y materiales que se agrupan y organizan con el cometido principal de prepararse para la realización de las operaciones militares.
- El Apoyo a la Fuerza: son aquellos órganos responsables de la dirección, gestión, administración y control de los recursos humanos, materiales y financieros, asignados al Ejército.

La nueva organización de la Fuerza tiene una estructura más simplificada, con las brigadas como elemento principal. De esta manera se soluciona el problema de la existencia de unidades que no contaban con un número suficiente de efectivos y medios. Esta organización es más flexible, tiene un único mando y potencia a las unidades ligeras con mayor capacidad de movilidad y proyección.

## Orden de batalla

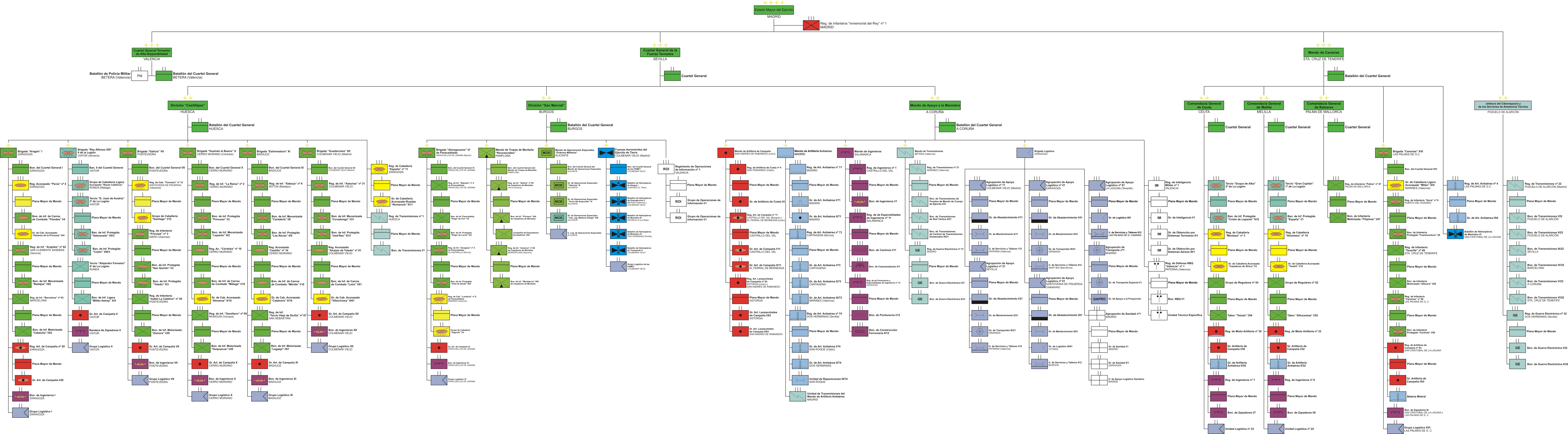
Orden de batalla del Ejército de Tierra español (2024).

Guion de mando del Ejército de Tierra.

### Cuartel General del Ejército en Madrid

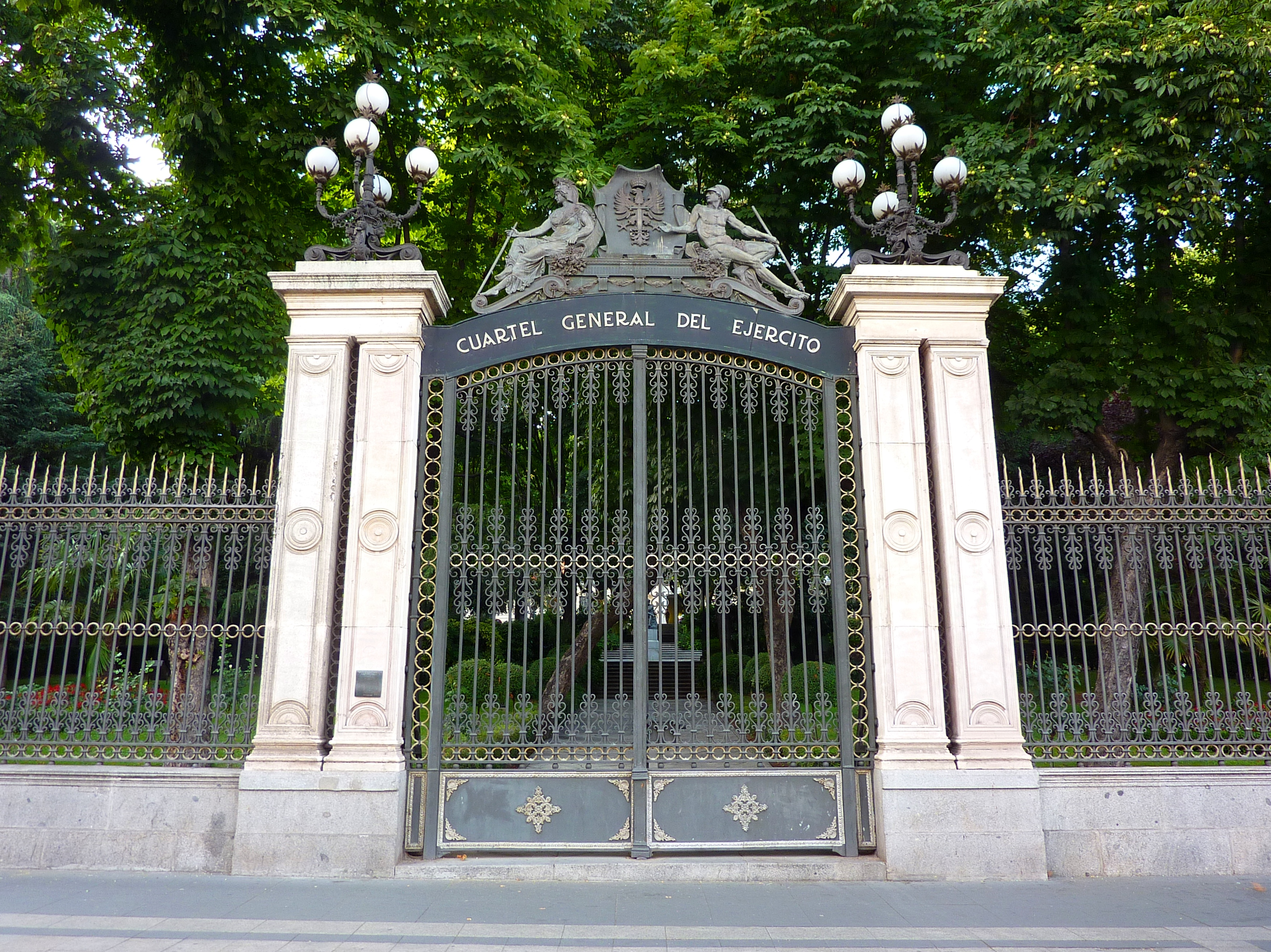
Entrada al Palacio de Buenavista, Cuartel General del Ejército, en Madrid.

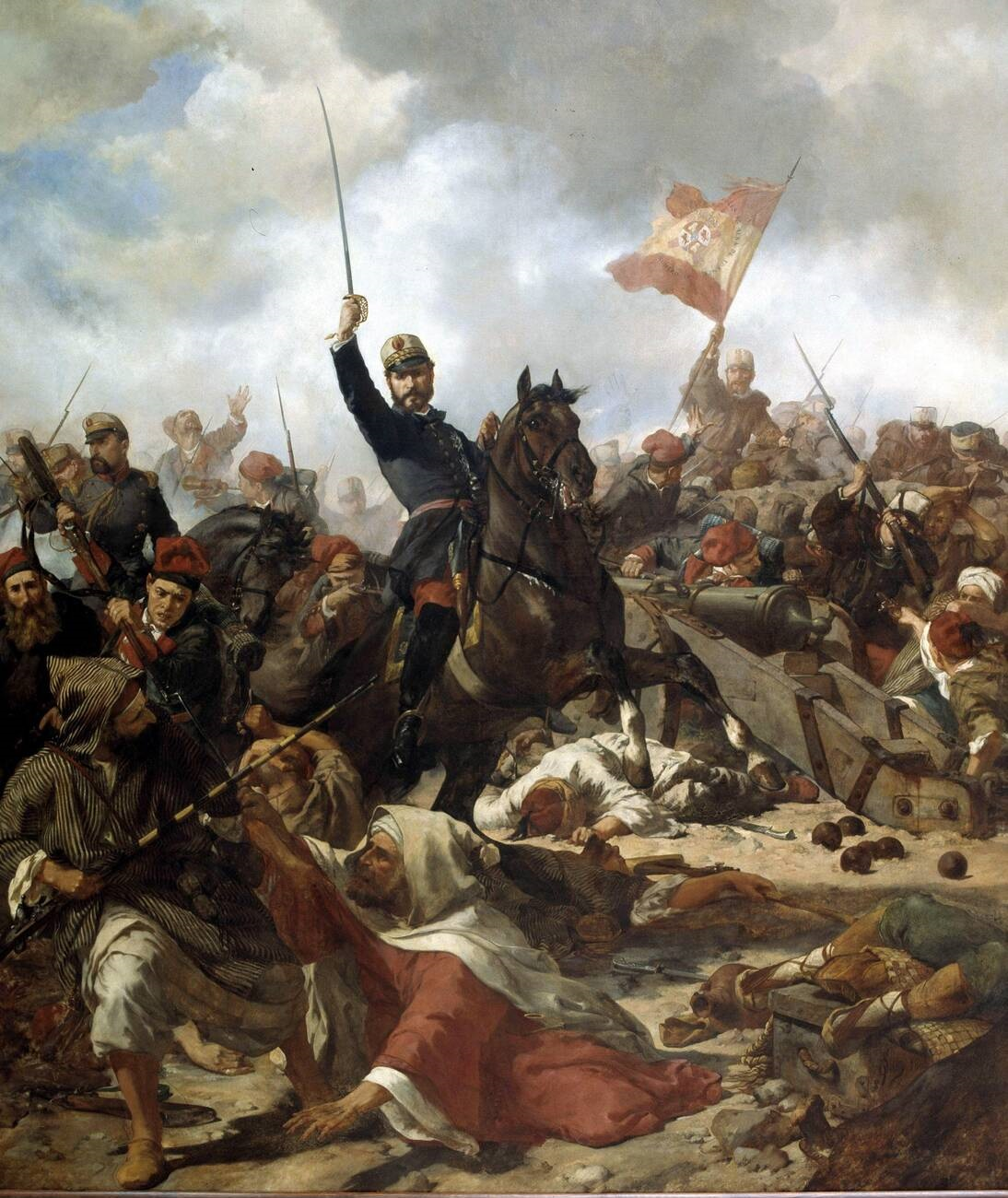
El general Prim en la batalla de Tetuán de la guerra de África, por Francisco Sans Cabot.

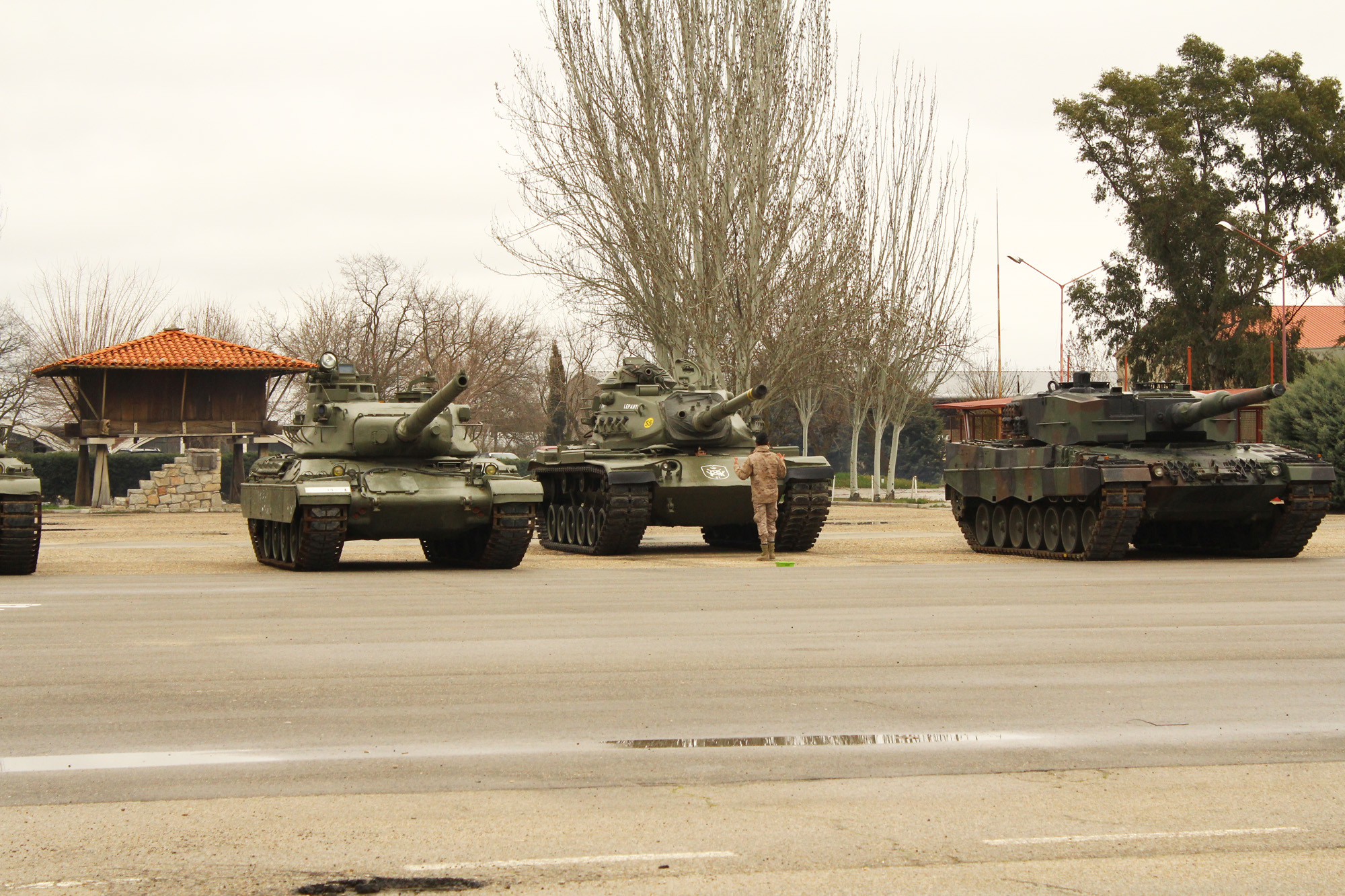
La base militar de El Goloso también alberga un museo con carros de combate históricos del Ejército español.

- Estado Mayor del Ejército de Tierra
- Gabinete del jefe de Estado Mayor del Ejército de Tierra
- Jefatura de los Sistemas de Información, Telecomunicaciones y Asistencia Técnica[5]
  - Subdirección de Asistencia Técnica
  - Subdirección de los Sistemas de Información y Telecomunicaciones
  - Área de Ciberdefensa
  - Regimiento de Transmisiones n.º 22 en Pozuelo de Alarcón (Madrid)
  - Regimiento de Guerra Electrónica n.º 32 en Dos Hermanas (Sevilla)
  - Centro Geográfico del Ejército, Madrid
- Regimiento de Infantería Inmemorial del Rey n.º 1 en Madrid
- Instituto de Historia y Cultura Militar[8]
  - Subdirección de Estudios Históricos
  - Subdirección de Patrimonio Histórico y Cultural
  - Museos
    - Museo del Ejército en Toledo
    - Museo Histórico Militar de Baleares en Portopí (Mallorca)
    - Museo Histórico Militar de Burgos
    - Museo Histórico Militar de Canarias en Santa Cruz de Tenerife
    - Museo Histórico Militar de Cartagena (Murcia)
    - Museo Histórico Militar de Ceuta
    - Museo Histórico Militar de Figueras (Gerona)
    - Museo Histórico Militar de La Coruña
    - Museo Histórico Militar de Melilla
    - Museo Histórico Militar de Menorca en Villacarlos (Menorca)
    - Museo Histórico Militar de Sevilla
    - Museo Histórico Militar de Valencia
    - Sala-museo de Intendencia en Ávila
    - Sala-museo de la Legión en Ceuta

  - Centros de historia y cultura militar
    - Centro de Historia y Cultura Militar en Barcelona
    - Centro de Historia y Cultura Militar en Ceuta
    - Centro de Historia y Cultura Militar en La Coruña
    - Centro de Historia y Cultura Militar en Melilla
    - Centro de Historia y Cultura Militar en Palma de Mallorca (Baleares)
    - Centro de Historia y Cultura Militar en Santa Cruz de Tenerife
    - Centro de Historia y Cultura Militar en Sevilla
    - Centro de Historia y Cultura Militar en Valencia

  - Archivos
    - Archivo General Militar de Madrid
    - Archivo General Militar de Ávila
    - Archivo General Militar de Guadalajara
    - Archivo General Militar de Segovia
    - Archivo Intermedio Militar de Baleares
    - Archivo Intermedio Militar de Barcelona
    - Archivo Intermedio Militar de Canarias, Santa Cruz de Tenerife
    - Archivo Intermedio Militar de Ceuta
    - Archivo Intermedio Militar de La Coruña (Ferrol)
    - Archivo Intermedio Militar de Madrid
    - Archivo Intermedio Militar de Melilla
    - Archivo Intermedio Militar de Sevilla
    - Archivo Intermedio Militar de Valencia

  - Bibliotecas
    - Biblioteca Central Militar en Madrid
    - Biblioteca del Museo del Ejército en Toledo
    - Biblioteca del Centro Geográfico del Ejército en Madrid
    - Biblioteca del Archivo General de Ávila
    - Biblioteca Histórico Militar de Valencia
    - Biblioteca Histórico Militar de Sevilla
    - Biblioteca Histórico Militar de Ceuta
    - Biblioteca Histórico Militar de Melilla
    - Biblioteca Histórico Militar de Barcelona
    - Biblioteca Histórico Militar de La Coruña
    - Biblioteca Histórico Militar de Santa Cruz de Tenerife
    - Biblioteca Histórico Militar de Palma de Mallorca (Baleares)
    - Biblioteca de la Academia General Militar en Zaragoza
    - Biblioteca de la Academia de Infantería en Toledo
    - Biblioteca de la Academia de Caballería en Valladolid
    - Biblioteca de la Academia de Artillería en Segovia
    - Biblioteca de la Academia de Ingenieros en Hoyo de Manzanares (Madrid)
    - Biblioteca de la Academia de Logística en Calatayud (Zaragoza)
    - Biblioteca de la Academia General Básica de Suboficiales en Talarn (Lérida)
    - Biblioteca de la Escuela de Guerra del Ejército en Madrid
    - Biblioteca de la Escuela Politécnica Superior del Ejército de Tierra en Madrid
- Asesoría Jurídica
- Intervención Delegada

### La Fuerza

#### Cuartel General Terrestre de Alta Disponibilidaden Valencia
- Batallón de Cuartel General del CGTAD en Bétera (Valencia)
- Estado Mayor Internacional del CGTAD (HQ NRDC-ESP) en Bétera (Valencia)
- Secretaría General del CGTAD en Valencia
- Batallón de Policía Militar I en Bétera (Valencia)

#### Fuerza Terrestre

##### Cuartel General de la Fuerza Terrestre enSevilla
- Estado Mayor de la Fuerza Terrestre
- Unidad de Cuartel General
- Jefatura de Asuntos Económicos

##### División «San Marcial» enBurgos
- Cuartel General en Burgos, en el que se integra un Estado Mayor

Brigada «Almogávares» VI de Paracaidistas
- - Cuartel General en Paracuellos de Jarama (Madrid)
  - Batallón de Cuartel General VI en Paracuellos de Jarama (Madrid)
    - Compañía de Transmisiones n.º 6[9]

  - Regimiento de Caballería Ligero Acorazado «Lusitania» n.º 8 en Marines (Valencia)
    - Grupo de Caballería Ligero Acorazado (Dragones) «Sagunto» I/8

  - Regimiento de Infantería «Nápoles» n.º 4, de Paracaidistas en Paracuellos de Jarama (Madrid)
    - Bandera de Infantería Paracaidista «Roger de Flor» I/4
    - Bandera de Infantería Protegida «Roger de Lauria» II/4

  - Regimiento de Infantería «Zaragoza» n.º 5 en Murcia
    - Bandera de Infantería Protegida «Ortiz de Zárate» III/5

  - Grupo de Artillería de Campaña VI en Paracuellos de Jarama (Madrid)
  - Batallón de Zapadores VI en Paracuellos de Jarama (Madrid)
  - Grupo Logístico VI en Paracuellos de Jarama (Madrid)

 Mando de Tropas de Montaña "Roncesvalles" en Pamplona (Navarra)
- - Regimiento de Infantería «Galicia» n.º 64 en Jaca (Huesca)
    - Batallón de Cazadores de Montaña «Pirineos» I/64
      - Compañía de Esquiadores Escaladores 1/64

  - Regimiento de Infantería «América» n.º 66 en Berrioplano (Navarra)
    - Batallón de Cazadores «Montejurra» I/66

Mando de Operaciones Especiales en Alicante
- - Grupo de Operaciones Especiales "Valencia III"
  - Grupo de Operaciones especiales "Tercio de Ampurdan IV"
  - Bandera de Operaciones Especiales "Caballero Legionario Maderal Oleaga XIX"

Fuerzas Aeromóviles del Ejército de Tierra en Colmenar Viejo (Madrid)
- - Batallón de Helicópteros de ataque I, con sede en Almagro (Ciudad Real)
  - Batallón de Helicópteros de Emergencias II, con sede en Bétera (Valencia)
  - Batallón de Helicópteros de Maniobra III, con sede en Agoncillo (La Rioja)
  - Batallón de Helicópteros de Maniobra IV, con sede en Dos Hermanas (Sevilla)
  - Batallón de Helicópteros de Transporte V, con sede en Colmenar Viejo (Madrid)

 Regimiento de Operaciones de Información nº 1 en Valencia
- - Grupo de Operaciones de Información I/1
  - Grupo de Operaciones de Información II/1

##### División «Castillejos» enHuesca

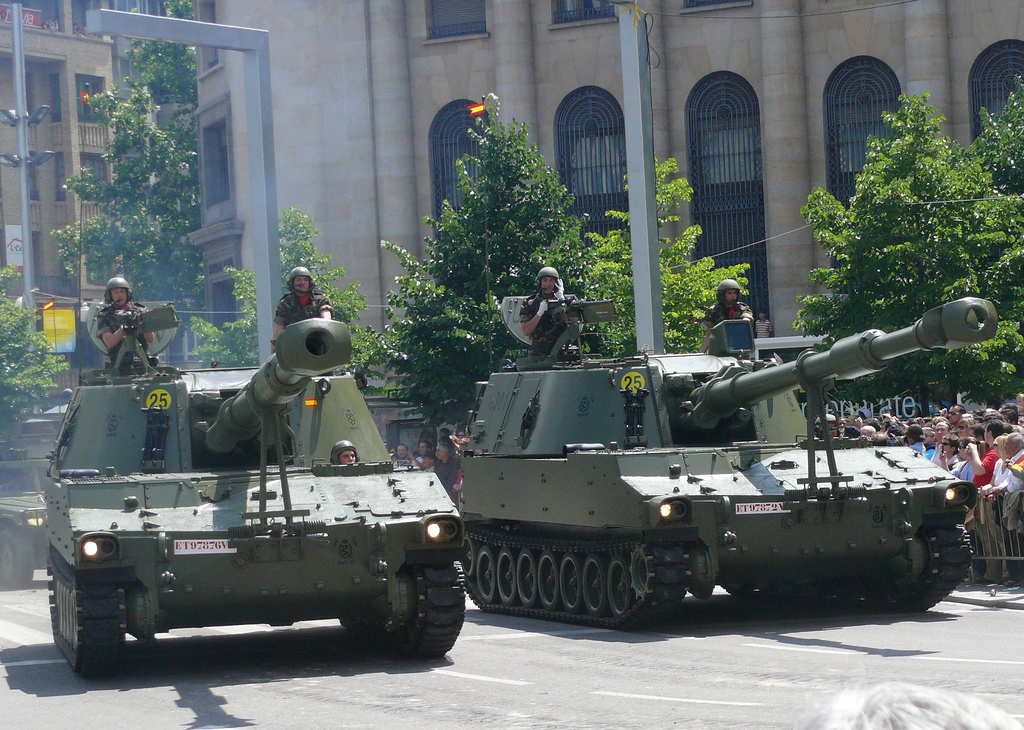
Dos M109 A5

- Cuartel General en Huesca, en el que se integra un Estado Mayor

 Brigada «Aragón» I en Zaragoza
- Cuartel General en Zaragoza

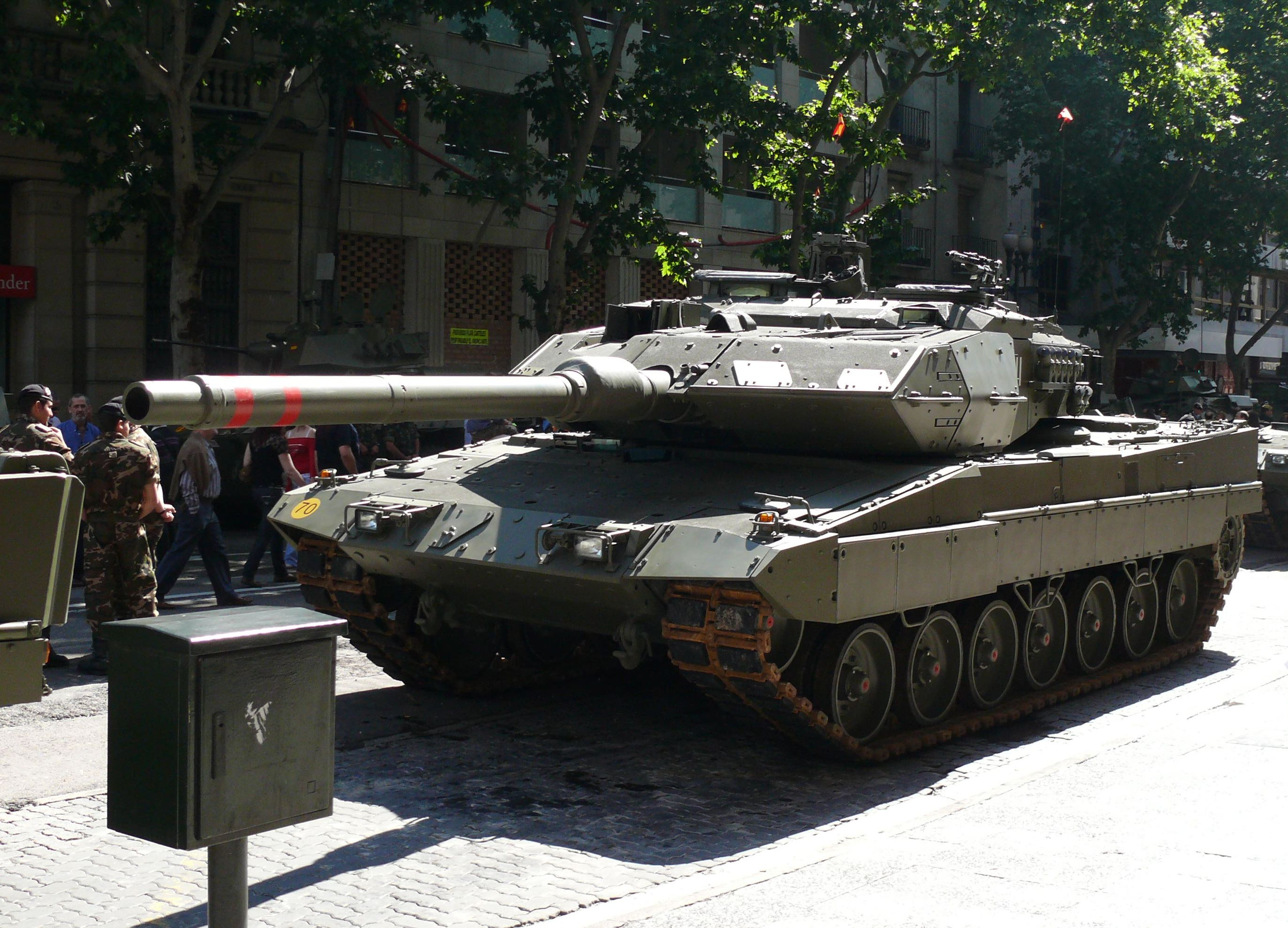
Un Leopard 2E de la BRIAC. El Leopard 2E es el tanque de batalla principal de las fuerzas del Ejército de Tierra español.

  - Batallón de Cuartel General I en Zaragoza
- Regimiento Acorazado «Pavía» n.º 4 en Zaragoza
  - Batallón de Carros de Combate «Flandes» I/4
  - Grupo de Caballería Acorazada «Húsares de la Princesa» II/4
- Regimiento de Infantería «Arapiles» n.º 62 en San Clemente Sasebas (Gerona)
  - Batallón de Infantería Mecanizada «Badajoz» I/62
- Regimiento de Infantería «Barcelona» n.º 63 en Barcelona
  - Batallón de Infantería Motorizada «Cataluña» I/63[10]
- Regimiento de Artillería de Campaña n.º 20 en Zaragoza
  - Grupo de Artillería de Campaña I/20
- Batallón de Zapadores I en Zaragoza

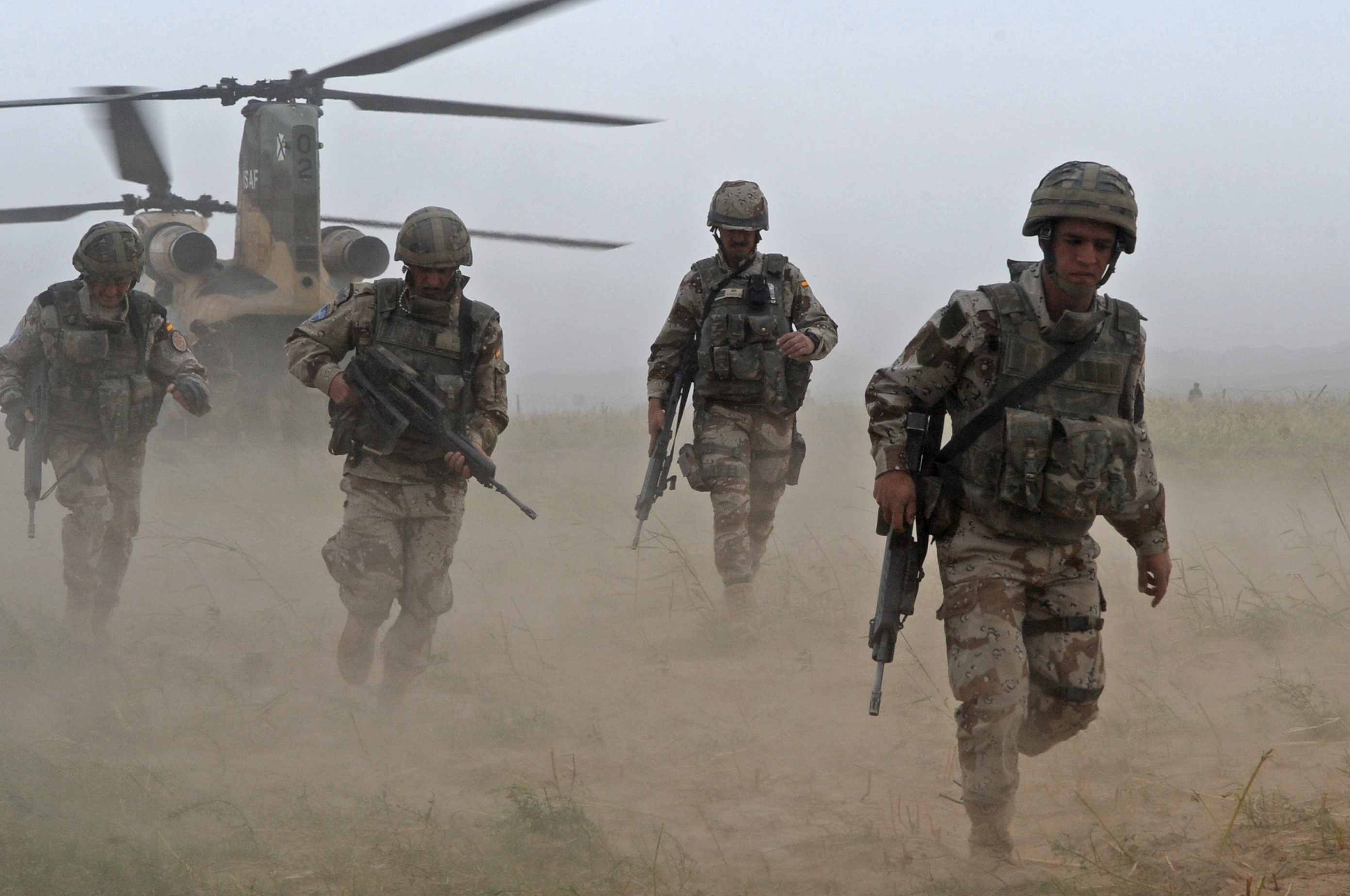
Soldados de la BRIPAC en Afganistán.

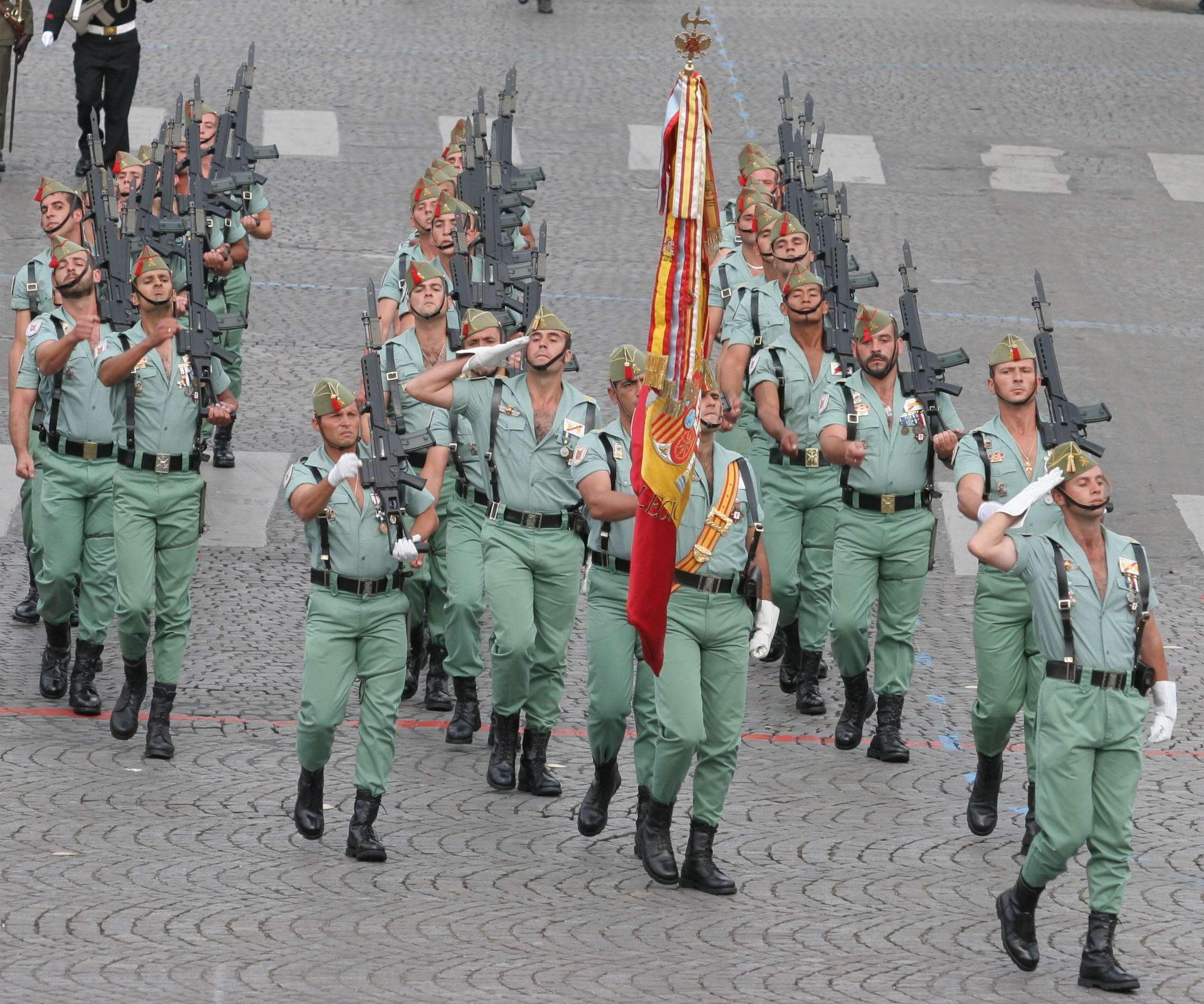
Legionarios del Tercio «Don Juan de Austria».

- Grupo Logístico I en Zaragoza

 Brigada «Rey Alfonso XIII» II de La Legión
- Cuartel General en Viator (Almería)
  - Bandera de Cuartel General II de La Legión en Viator (Almería)
- Grupo de Caballería Ligero Acorazado «Reyes Católicos» II de La Legión en Ronda (Málaga)
- Tercio «Don Juan de Austria» 3.º de La Legión en Viator (Almería)
  - Bandera de Infantería Protegida «Valenzuela» VII/3
  - Bandera de Infantería Protegida «Colón» VIII/3
- Tercio «Alejandro Farnesio» 4.º de La Legión en Ronda (Málaga)
  - Bandera de Infantería Motorizada «Millán Astray» X/4
- Grupo de Artillería de Campaña II de La Legión en Viator (Almería)
- Bandera de Zapadores II de La Legión en Viator (Almería)
- Grupo Logístico II de La Legión en Viator (Almería)

Brigada «Galicia» VII
- Cuartel General en Pontevedra
  - Batallón de Cuartel General VII en Pontevedra
- Regimiento de caballería «Farnesio» n.º 12 en Santovenia de Pisuerga (Valladolid)
  - Grupo de Caballería Ligero Acorazado «Santiago» I/12
- Regimiento de Infantería Ligero Aerotransportable «Príncipe» n.º 3 en Siero (Asturias)
  - Batallón de Infantería Protegida «San Quintín» I/3
  - Batallón de Infantería Protegida «Toledo» II/3
- Regimiento de Infantería «Isabel la Católica» n.º 29 en Pontevedra
  - Batallón de Infantería Protegida «Zamora» I/29[11][12]
- Grupo de Artillería de Campaña VII en Pontevedra
- Batallón de Zapadores VII en Pontevedra
- Grupo Logístico VII en Pontevedra

Brigada «Guzmán el Bueno» X en Cerro Muriano (Córdoba)
- Cuartel General en Cerro Muriano (Córdoba)
  - Batallón de Cuartel General X en Cerro Muriano (Córdoba)
- Regimiento Acorazado «Córdoba» n.º 10 en Cerro Muriano (Córdoba)
  - Batallón de Carros de Combate «Málaga» I/10 con Leopard 2E
  - Grupo de Caballería Acorazada «Almansa» II/10 con VEC y Leopard 2E
- Regimiento de Infantería «La Reina» n.º 2 en Cerro Muriano (Córdoba)
  - Batallón de Infantería Protegida «Princesa» I/2 con TOA
  - Batallón de Infantería Mecanizada «Lepanto» II/2 con VCI/C Pizarro
- Regimiento de Infantería «Garellano» n.º 45 en Munguía (Vizcaya)
  - Batallón de Infantería Motorizada «Guipúzcoa» I/45
- Grupo de Artillería de Campaña X en Cerro Muriano (Córdoba)
- Batallón de Zapadores X en Cerro Muriano (Córdoba)
- Grupo Logístico X en Cerro Muriano (Córdoba)
- Compañía de Transmisiones Mecanizada X en Cerro Muriano (Córdoba)[13]

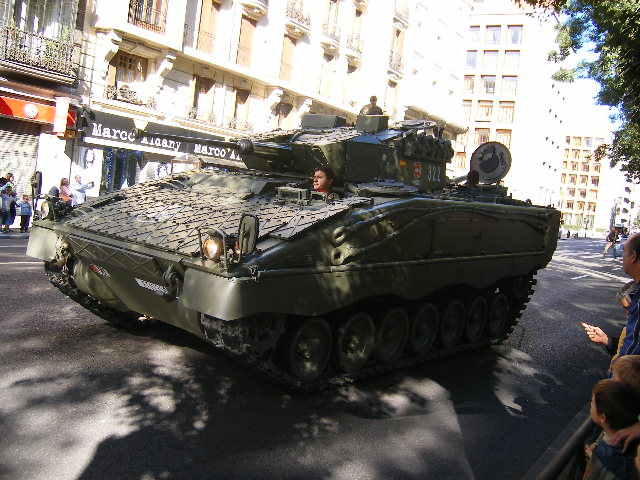
Un ASCOD Pizarro de la extinta División Acorazada Brunete.

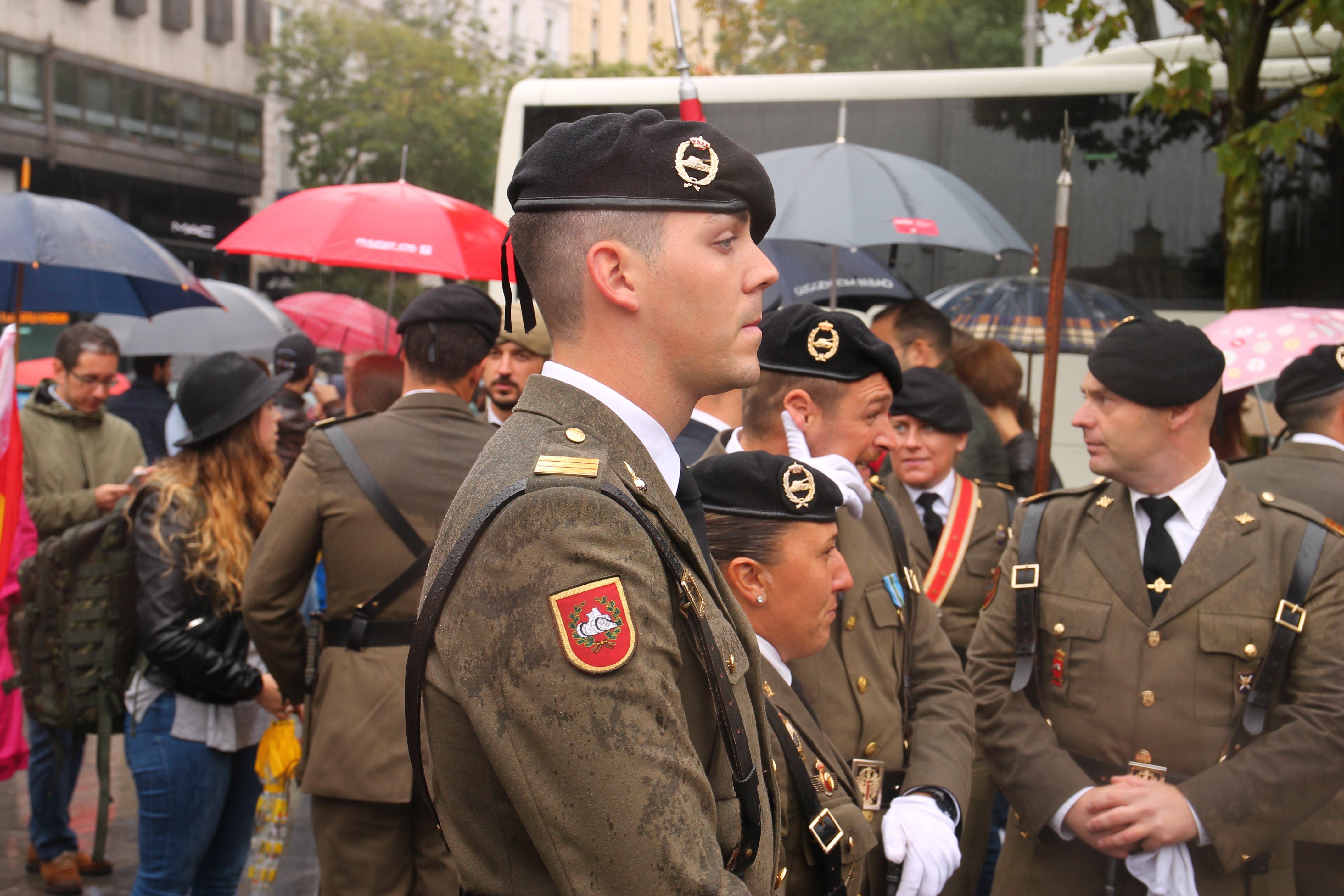
Sargento de la Brigada «Guadarrama» XII.

Brigada «Extremadura» XI en Badajoz
- Cuartel General en Badajoz
  - Batallón de Cuartel General XI en Badajoz
- Regimiento Acorazado «Castilla» n.º 16 en Badajoz
  - Batallón de Carros de Combate «Mérida» I/16 con Leopard 2E
  - Grupo de Caballería Acorazada «Calatrava» II/16 con VEC y Leopard 2E
- Regimiento de Infantería Mecanizada «Saboya» n.º 6 en Badajoz.
  - Batallón de Infantería Mecanizada «Cantabria» I/6 con VCI/C Pizarro
  - Batallón de Infantería Protegida «Las Navas» II/6 con TOA
- Regimiento de Infantería «Tercio Viejo de Sicilia» n.º 67 en San Sebastián (Guipúzcoa)
  - Batallón de Infantería Motorizada «Legazpi» I/67
- Grupo de Artillería de Campaña XI en Badajoz
- Batallón de Zapadores XI en Badajoz
- Grupo Logístico XI en Badajoz
- Compañía de Transmisiones Mecanizada XI en Badajoz

 Brigada «Guadarrama» XII en Madrid
- Cuartel General en Madrid
  - Batallón de Cuartel General XII en Madrid
- Regimiento de Infantería Acorazada «Alcázar de Toledo» n.º 61 en Madrid
  - Batallón de Carros de Combate «León» I/61 con Leopard 2E
  - Grupo de Caballería Acorazada «Villaviciosa» XII con VEC y Leopard 2E[14] en Santovenia de Pisuerga (Valladolid)
- Regimiento de Infantería Mecanizada «Asturias» n.º 31 en Madrid
  - Batallón de Infantería Mecanizada «Covadonga» I/31 con VCI/C Pizarro
  - Batallón de Infantería Protegida «Uad Ras» II/31 con TOA
- Grupo de Artillería de Campaña XII en Madrid
- Batallón de Zapadores XII en Madrid
- Grupo Logístico XII en Madrid
- Compañía de Transmisiones Mecanizada XII en Madrid

##### Comandancia General de CeutaenCeuta

Escudo del Regimiento de Caballería «Montesa» n.º 3

- Cuartel General, en el que se integra un Estado Mayor
  - Batallón de Cuartel General
- Regimiento de Caballería «Montesa» n.º 3
  - Grupo de Caballería Acorazada «Cazadores de África» I/3
- Tercio «Duque de Alba» 2.º de La Legión
  - Bandera de Infantería Protegida «Cristo de Lepanto» IV/2
- Grupo de Regulares «Ceuta» n.º 54
  - Tabor de Infantería Motorizada «Tetuán» I/54
- Regimiento Mixto de Artillería n.º 30
  - Grupo de Artillería de Campaña I/30
  - Grupo de Artillería Antiaérea II/30
- Regimiento de Ingenieros n.º 7
  - Batallón de Zapadores I/7
- Unidad Logística n.º 23

##### Comandancia General de MelillaenMelilla

Escudo del Grupo de Regulares «Melilla» n.º 52

- Cuartel General, en el que se integra un Estado Mayor
  - Batallón de Cuartel General XVIII
    - Compañía de Transmisiones n.º 18[15]
- Regimiento de Caballería Acorazado «Alcántara» n.º 10
  - Grupo de Caballería Acorazada «Taxdirt» I/10
- Tercio «Gran Capitán» 1.º de La Legión
  - Bandera de Infantería Protegida «España» I/1
- Grupo de Regulares «Melilla» n.º 52
  - Tabor de Infantería Motorizada «Alhucemas» I/52
- Regimiento Mixto de Artillería n.º 32
  - Grupo de Artillería de Campaña I/32
  - Grupo de Artillería Antiaérea II/32
- Regimiento de Ingenieros n.º 8
  - Batallón de Zapadores I/8
- Unidad Logística n.º 24
  - Compañía del Mar de Melilla[16]

##### Comandancia General de BalearesenPalma de Mallorca(Baleares)
- Cuartel General en Palma de Mallorca (Baleares)
- Regimiento de Infantería Ligera «Palma» n.º 47 en Palma de Mallorca (Baleares)
  - Batallón de Infantería Motorizada «Filipinas» I/47

##### Fuerzas Aeromóviles del Ejército de Tierra enColmenar Viejo(Madrid)
- Cuartel General en Colmenar Viejo (Madrid)
  - Batallón de Cuartel General de las FAMET en Colmenar Viejo (Madrid)
- Grupo Logístico de las FAMET en Colmenar Viejo (Madrid)
- Batallón de Helicópteros de Ataque I en Almagro (Ciudad Real)
- Batallón de Helicópteros de Emergencia II en Bétera (Valencia) y Colmenar Viejo (Madrid)
- Batallón de Helicópteros de Maniobra III en Agoncillo (La Rioja)
- Batallón de Helicópteros de Maniobra IV en El Copero, Dos Hermanas (Sevilla)
- Batallón de Helicópteros de Transporte V en Colmenar Viejo (Madrid)
- Destacamento de Helicópteros de Melilla en Melilla

##### Mando de Artillería de CampañaenSan Andrés del Rabanedo(León)
- Cuartel General en San Andrés del Rabanedo (León)
- Regimiento de Artillería de Costa n.º 4 en San Fernando (Cádiz) y Tarifa (Cádiz)
- Regimiento de Artillería de Campaña n.º 11 en Castrillo del Val (Burgos):
  - Grupo de Artillería de Campaña I/11 en Castrillo del Val (Burgos)
  - Grupo de Artillería de Campaña II/11 en San Andrés del Rabanedo (León)
- Regimiento de Artillería Lanzacohetes de Campaña n.º 63 en Astorga (León):
  - Grupo de Artillería Lanzacohetes de Campaña I/63 en Astorga (León)
  - Grupo de Adquisición, Información y Localización de Objetivos II/63 en San Andrés del Rabanedo (León)

##### Mando de Artillería AntiaéreaenMadrid
- Cuartel General en Madrid

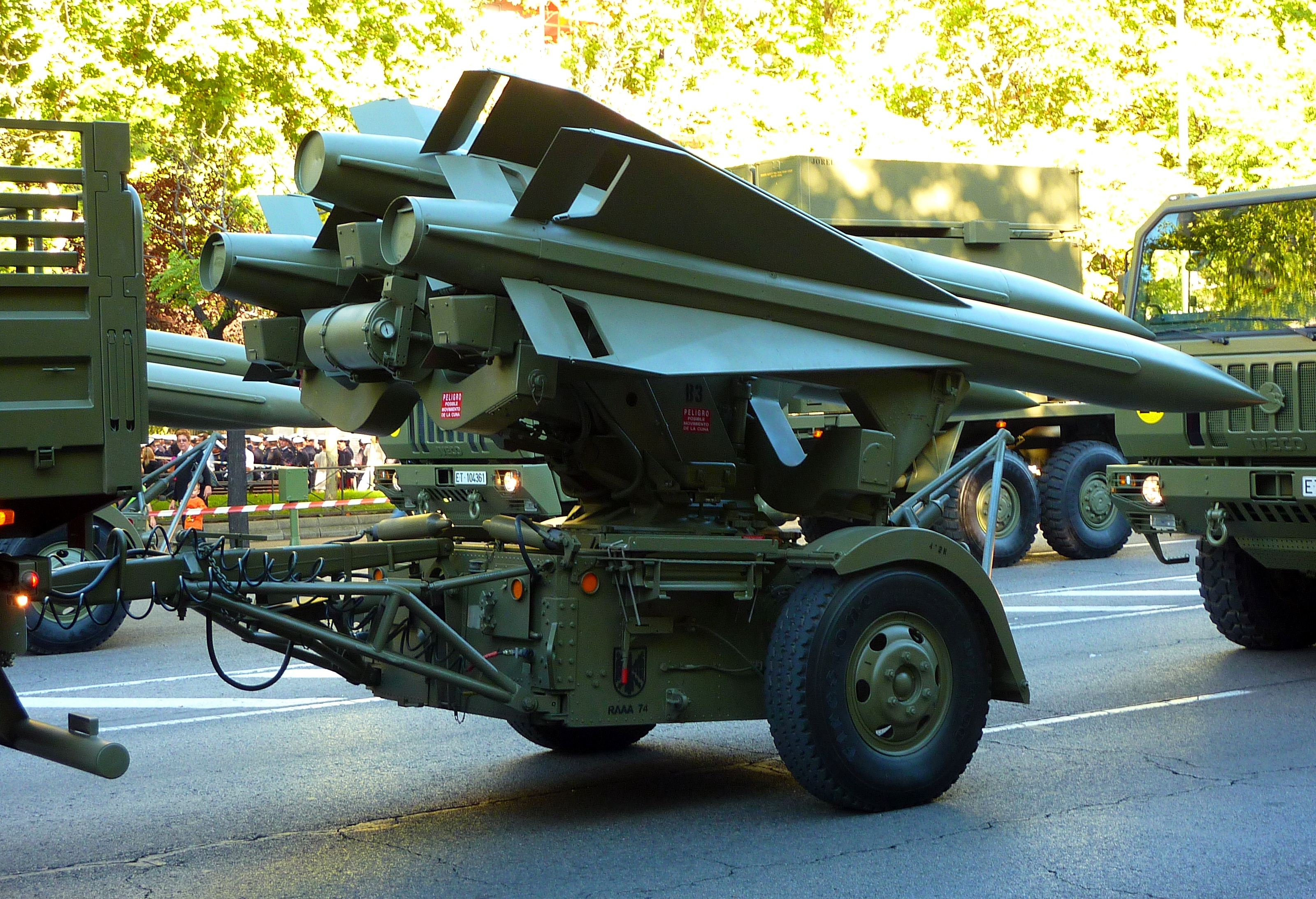
Misiles Hawk del RAAA 74

- Unidad de Transmisiones en Madrid y Dos Hermanas (Sevilla)
- Regimiento de Artillería Antiaérea n.º 71 en Madrid
- Regimiento de Artillería Antiaérea n.º 73 en Cartagena (Murcia) y en Marines (Valencia)
- Regimiento de Artillería Antiaérea n.º 74 San Roque (Cádiz) y Dos Hermanas (Sevilla)

##### Mando de IngenierosenSalamanca
- Cuartel General en Salamanca
- Regimiento de Ingenieros n.º 1 en Castrillo del Val (Burgos)
- Regimiento de Especialidades de Ingenieros n.º 11 en Salamanca
- Regimiento de Pontoneros y Especialidades de Ingenieros n.º 12 en Zaragoza

##### Mando de TransmisionesenBétera(Valencia)
- Cuartel General en Bétera (Valencia)
- Regimiento de Transmisiones n.º 1 en Madrid y Castrillo del Val (Burgos)
- Regimiento de Transmisiones n.º 21 en Marines (Valencia)
- Regimiento de Guerra Electrónica n.º 31 en Madrid

##### Mando de Operaciones Especiales (MOE)enAlicante
- Cuartel General en Alicante
- Grupo de Cuartel General del MOE en Alicante
- Grupo de Operaciones Especiales «Granada II» en Alicante[17]
- Grupo de Operaciones Especiales «Valencia III» en Alicante
- Grupo de Operaciones Especiales «Tercio Ampurdán IV» en Alicante
- Bandera de Operaciones Especiales de la Legión «C. L. Maderal Oleaga XIX» (BOEL) en Alicante[18][19][20]

##### Regimiento de Caballería «España» n.º 11enZaragoza
- Grupo de Caballería Ligero Acorazado - Ruedas «Numancia» II/11

##### Regimiento de Inteligencia n.º 1 enValenciaySan Andrés del Rabanedo(León)
- Grupo de Inteligencia I/1 en Valencia.
- Grupo de Obtención II/1 en Valencia.
- Grupo de Obtención por Sistemas Aéreos IV/1 en San Andrés del Rabanedo (León)

##### Regimiento de Operaciones de Información n.º 1enValencia
- Batallón de Cooperación Cívico Militar I/1.[21]

- Grupo de Operaciones de Información II/1 (Previamente Grupo de Operaciones Psicológicas).[22]

#### Fuerza Logística Operativa

##### Cuartel General de la Fuerza Logística Operativa enLa Coruña
- Estado Mayor de la Fuerza Logística Operativa
- Centro de Seguimiento de la Actividad Logística
- Centro de Apoyo Logístico a Operaciones
- Jefatura Asuntos Económicos

##### Brigada LogísticaenZaragoza
- Cuartel General, en el que se integra un Estado Mayor en Zaragoza
- Agrupación de Transporte n.º 1 en Madrid
- Agrupación de Apoyo Logístico n.º 11 en Colmenar Viejo (Madrid)
- Agrupación de Apoyo Logístico n.º 21 en Sevilla y Granada
- Agrupación de Apoyo Logístico n.º 41 en Zaragoza, San Baudilio de Llobregat (Barcelona)
- Agrupación de Apoyo Logístico n.º 61 en Valladolid, Sardón de Duero (Valladolid) y Vitoria (Álava)
- Agrupación de Apoyo Logístico n.º 81 en San Cristóbal de La Laguna (Santa Cruz de Tenerife)

##### Brigada de SanidadenMadrid
- Cuartel General en Pozuelo de Alarcón (Madrid)
- Agrupación de Sanidad n.º 1 en Pozuelo de Alarcón (Madrid)
- Agrupación de Sanidad n.º 3 en Zaragoza
- Unidad de Apoyo Logístico a la Sanidad en Madrid

#### Mando de CanariasenSanta Cruz de Tenerife

##### Cuartel General en Santa Cruz de Tenerife
- Estado Mayor
- Unidad de Cuartel General
- Jefatura de Asuntos Económicos

##### Regimiento de Artillería Antiaérea n.º 94 enLas Palmas de Gran Canaria
- Grupo de Artillería Antiaérea I/94

##### Brigada «Canarias» XVIenLas Palmas de Gran Canaria
- Cuartel General en Las Palmas de Gran Canaria
- Batallón de Cuartel General XVI en Las Palmas de Gran Canaria
- Grupo de Caballería Ligero Acorazado «Milán» XVI en Marines (Valencia)[23]
- Regimiento de Infantería Ligera «Soria» n.º 9 en Puerto del Rosario (Las Palmas)
  - Batallón de Infantería Protegida «Fuerteventura» I/9
- Regimiento de Infantería «Tenerife» n.º 49 en Santa Cruz de Tenerife
  - Batallón de Infantería Motorizada «Albuera» I/49
- Regimiento de Infantería «Canarias» n.º 50 en Las Palmas de Gran Canaria
  - Batallón de Infantería Protegida «Ceriñola» I/50
- Regimiento de Artillería de Campaña n.º 93 en San Cristóbal de La Laguna (Santa Cruz de Tenerife)
  - Grupo de Artillería de Campaña I/93
- Batallón de Zapadores XVI en San Cristóbal de La Laguna (Santa Cruz de Tenerife) y en Las Palmas de Gran Canaria
- Grupo Logístico XVI en Las Palmas de Gran Canaria

### El Apoyo a la Fuerza

#### Mando de Personal
- Jefatura
  - Secretaría General
- Dirección de Personal
  - Subdirección de Carrera Militar
  - Subdirección de Evaluación
  - Subdirección de Gestión de Personal
- Dirección de Asistencia al Personal
  - Subdirección de Apoyo al Personal
  - Subdirección de Gestión de Centros
  - Residencias militares
  - Centros deportivos y socioculturales militares
- Dirección de Sanidad

#### Mando de Adiestramiento y DoctrinaenGranada
- Jefatura
  - Secretaría General
- Dirección de Investigación, Doctrina, Orgánica y Materiales
  - Subdirección de Doctrina, Orgánica y Materiales
  - Subdirección de Investigación y Lecciones Aprendidas
- Dirección de Enseñanza, Instrucción, Adiestramiento y Evaluación
  - Subdirección de Enseñanza
  - Subdirección de Instrucción, Adiestramiento y Evaluación
  - Centros docentes militares
    - Academia General Militar, Zaragoza
    - Academia General Básica de Suboficiales, Talarn (Lérida)
    - Academia de Infantería, Toledo
      - Escuela Central de Educación Física, Toledo

    - Academia de Caballería, Valladolid
    - Academia de Artillería, Segovia
    - Academia de Ingenieros, Hoyo de Manzanares (Madrid)
    - Escuela Politécnica Superior del Ejército, Madrid
    - Academia de Logística, Calatayud (Zaragoza)
    - Centro de Enseñanza de las FAMET, Colmenar Viejo (Madrid)
    - Escuela Militar de Montaña y Operaciones Especiales, Jaca (Huesca)
    - Escuela Militar de Defensa Nuclear, Biológica y Química, Hoyo de Manzanares (Madrid)
    - Escuela de Guerra del Ejército, Madrid
    - Centro de Formación de Tropa n.º 1, Cáceres
    - Centro de Formación de Tropa n.º 2, San Fernando (Cádiz)
    - Centro Nacional de Adiestramiento «San Gregorio», Zaragoza
    - Centro Nacional de Adiestramiento de Chinchilla, Chinchilla de Montearagón (Albacete)

#### Mando de Apoyo LogísticoenMadrid
- Jefatura
  - Secretaría General
  - Jefatura de Ingeniería
  - Jefatura de Asuntos Económicos
- Dirección de Adquisiciones
  - Subdirección de Sistemas de Armas
  - Subdirección de Suministros y Servicios
- Dirección de Integración de Funciones Logísticas
  - Subdirección de Gestión Logística
  - Subdirección de Análisis Logísticos
  - Jefatura de Centros Logísticos
    - Parque y Centro de Abastecimiento de Material de Intendencia en Madrid
    - Parque y Centro de Mantenimiento de Material de Transmisiones en Madrid
    - Parque y Centro de Mantenimiento de Material de Ingenieros en Guadalajara
    - Parque y Centro de Mantenimiento de Vehículos Ruedas n.º 1 en Torrejón de Ardoz (Madrid)
    - Parque y Centro de Mantenimiento de Vehículos Ruedas n.º 2 en Córdoba
    - Parque y Centro de Mantenimiento de Sistemas Acorazados n.º 1 en Madrid
    - Parque y Centro de Mantenimiento de Sistemas Acorazados n.º 2 en Segovia
    - Parque y Centro de Mantenimiento de Sistemas Antiaéreos, Costa y Misiles en Pozuelo de Alarcón (Madrid)
    - Parque y Centro de Mantenimiento de Armamento y Material de Artillería en Valladolid
    - Parque y Centro de Mantenimiento de Helicópteros en Colmenar Viejo (Madrid)
    - Parque y Centro de Mantenimiento de Sistemas Hardware y Software en Madrid

#### Inspección General del EjércitoenBarcelona
- Jefatura
  - Secretaría General
- Dirección de Acuartelamiento
  - Segunda Subinspección General (Sur) en Sevilla
    - Unidad de Servicios de Base «General Menacho»
    - Unidad de Servicios de Base «Cerro Muriano»
    - Unidad de Servicios de Base «Álvarez de Sotomayor»
    - Unidad de Servicios de Base Discontinua «Teniente Flomesta»
    - Unidad de Servicios de Base Discontinua «Teniente Ruiz»
    - Unidad de Servicios de Base «El Copero»

  - Tercera Subinspección General (Pirenaica)
    - Unidad de Servicios de Base «Jaime I»
    - Unidad de Servicios de Base Discontinua «San Jorge»
    - Unidad de Servicios de Base Discontinua «Oroel»

  - Cuarta Subinspección General (Noroeste)
    - Unidad de Servicios de Base «Araca»
    - Unidad de Servicios de Base «General Morillo»
    - Unidad de Servicios de Base «Cid Campeador»
    - Unidad de Servicios de Base «Conde de Gazola»
    - Unidad de Servicios de Base «El Empecinado»

  - Quinta Subinspección General (Canarias)
    - Unidad de Servicios de Base Discontinua «La Cuesta»
    - Unidad de Servicios de Base «General Alemán Ramírez»

  - Otras unidades de Servicios
    - Unidad de Servicios de Base «El Goloso»
    - Unidad de Servicios de Base «Coronel Maté»
    - Unidad de Servicios de Base «Príncipe»
    - Unidad de Servicios de Base Discontinua «General Cavalcanti»
- Dirección de Infraestructura

#### Dirección de Asuntos Económicos
- Secretaría Técnica
- Subdirección de Contabilidad y Presupuesto
- Subdirección de Gestión Económica y Contratación
- Órganos periféricos
- Órganos colegiados

### Unidades, Centros y Organismos desmantelados
Regimiento de Artillería de Campaña n.º 46 (RACA 46) y Regimiento de Artillería de Campaña n.º 63 (RACA 63), ambos en León.

## Unidades especiales

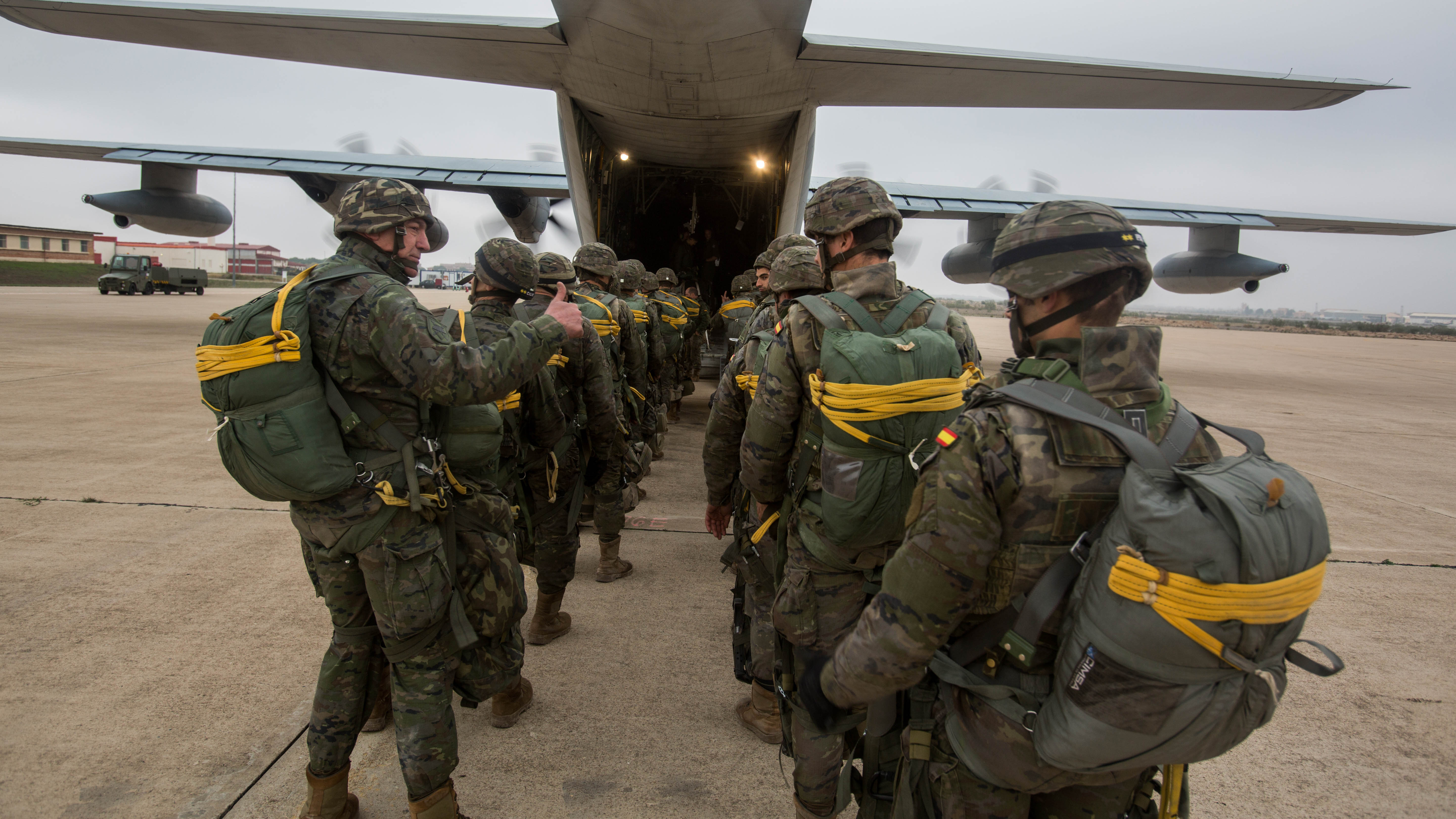
Soldados de la BRIPAC entrando en un Hércules de los marines estadounidenses para realizar un salto de práctica.

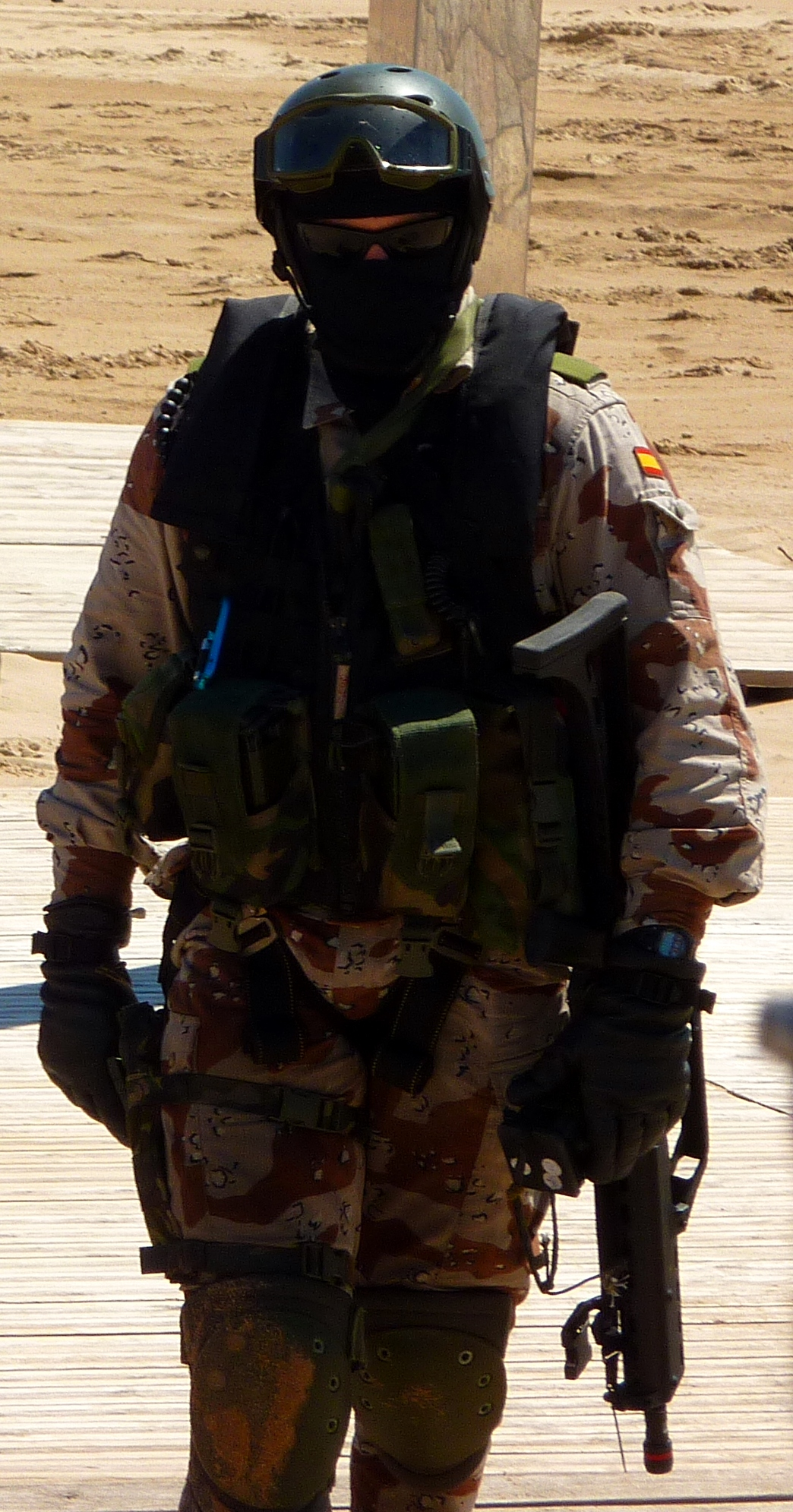
Miembro de los Grupos de Operaciones Especiales (GOE).

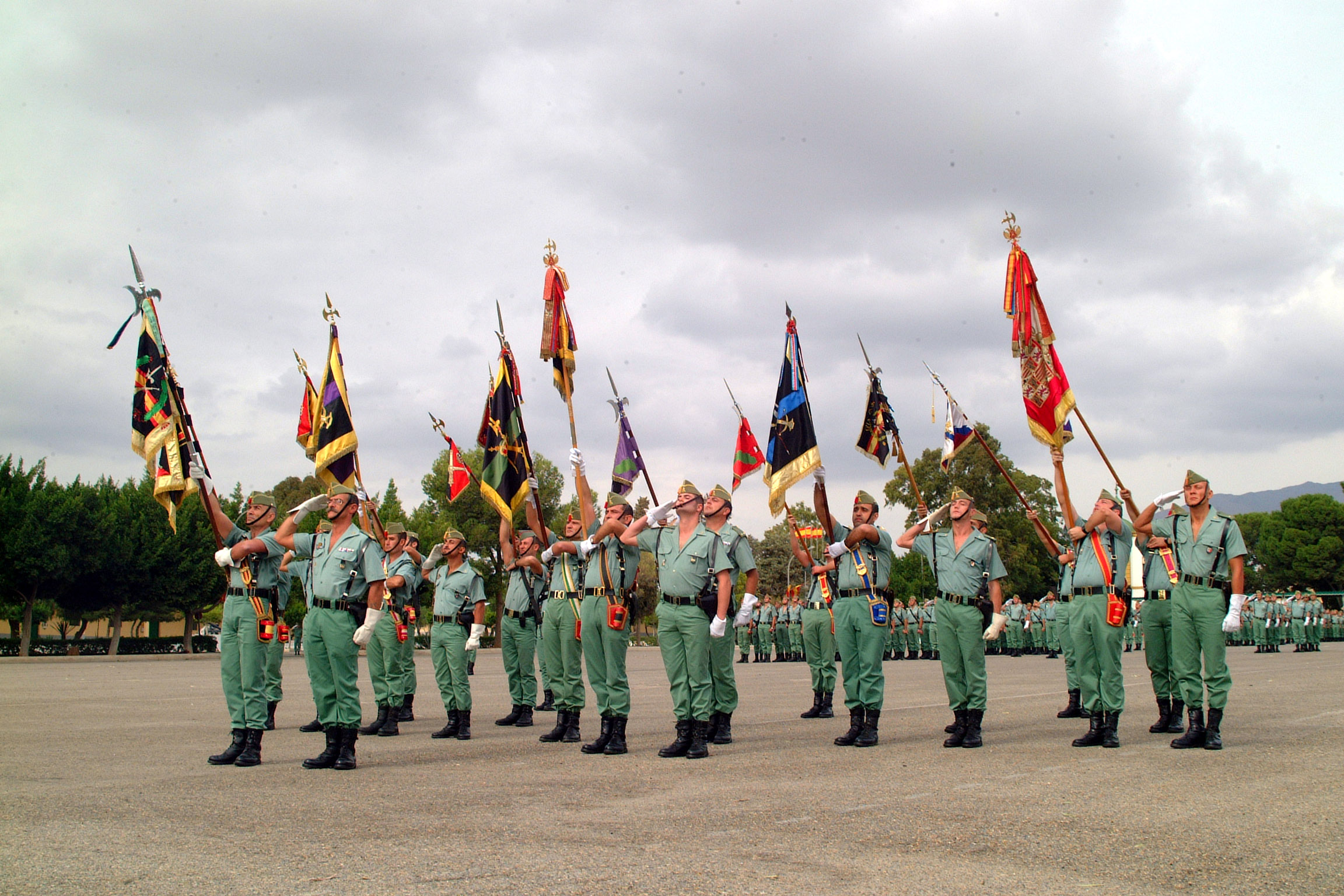
Banderas de la Legión en un desfile.

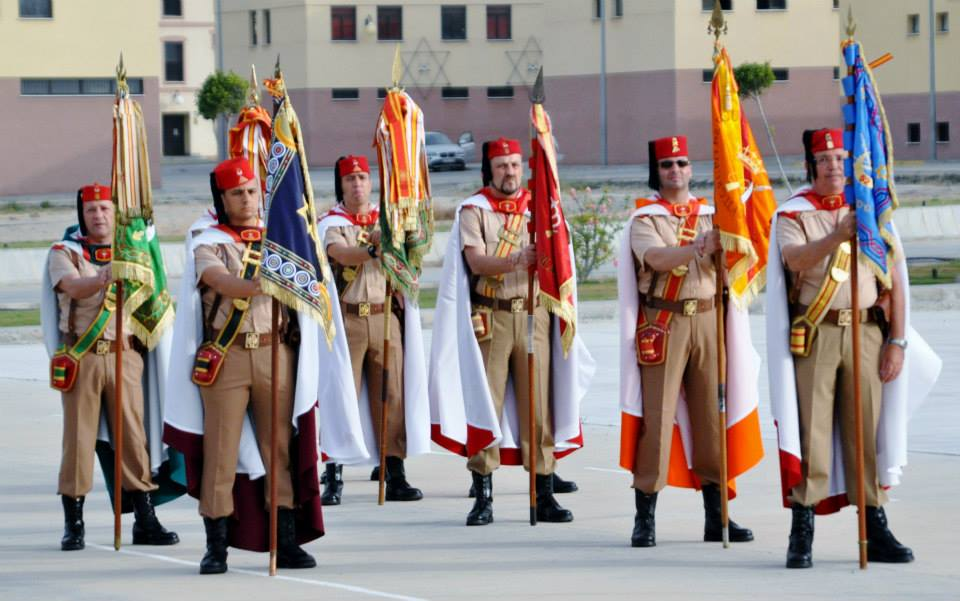
Regulares de Melilla portando diferentes estandartes.

Existen ciertas unidades que ellas solas forman un «ejército» en sí.[cita requerida] Son íntegras y no llegan a formar unidades con otras similares, como podría darse el caso de unidades mixtas, como batallón de carros de combate (antigua caballería), batallón de fusileros y batallón de artillería. Estas unidades son:
- Grupo de Operaciones Especiales (GOE). Sus miembros son los conocidos boinas verdes. Su especialidad es la guerra no convencional, es decir, cubrir las necesidades operativas en las misiones que por su naturaleza o desarrollo no podrían ser realizadas por ninguna otra unidad. Básicamente, sus misiones se dividen en dos clases: apoyo a la fuerza y acción directa. En la actualidad hay cuatro grupos de operaciones especiales, bajo el mando directo del MOE (Mando de Operaciones Especiales), a cuyo frente está un general de brigada. A saber: GOE «Granada II», GOE «Valencia III», GOE «Tercio del Ampurdán IV» (proveniente de Barcelona) y Bandera de Operaciones Especiales de la Legión (BOEL) «C.L. Maderal Oleaga XIX»[18][19][20] (proveniente de Ronda, en la provincia de Málaga), todos ellos concentrados actualmente en el barrio de Rabasa de la ciudad de Alicante, junto con el grupo de cuartel general y un grupo de transmisiones.

- Brigada de Paracaidistas (BRIPAC). Con sede en Paracuellos de Jarama (Madrid) y Murcia. Actualmente cuenta con tres regimientos, tres banderas y otras unidades menores, que actúan como unidad de fuerza, ya que su principal misión es el combate dentro de las líneas enemigas y no de frente como un ejército normal.
- La Legión. Ha sido tradicionalmente una unidad de infantería ligera con consideración de cuerpo de élite dentro del Ejército. Está compuesta actualmente por varias unidades: la Brigada de la Legión (BRILEG), con base en Viator (Almería) y Ronda (Málaga), que está integrada por los tercios «Juan de Austria» y «Alejandro Farnesio» más unidades de artillería, zapadores, transmisiones y logística. Existen además otros dos tercios, el «Gran Capitán» en Melilla y el «Duque de Alba» en Ceuta.
- Compañía de Esquiadores Escaladores 1/64 (CEE-1/64) Con sede en Jaca (Huesca). La Compañía de Esquiadores/Escaladores es una unidad integrada en el Regimiento de Cazadores de Montaña «Galicia» n.º 64. Su origen es la Compañía de Esquiadores Escaladores de Viella, y es la única unidad del Ejército preparada para combatir en zonas de alta montaña y áreas de frío extremo, donde las condiciones climatológicas y del terreno dificultan esta labor. Está constituida en su totalidad por especialistas en esquí y escalada y se caracteriza por su agilidad, autonomía y movilidad para llevar a cabo misiones independientes y profundas en zonas de alta montaña y de frío extremo. Es el máximo exponente de las características propias de la Brigada de Cazadores de Montaña. Su espíritu montañero sirve de referencia para el resto de Unidades y es el elemento que simboliza todas sus tradiciones y virtudes. En la actualidad solo hay una compañía. Se diferencian del resto de unidades de montaña por su boina verde con un óvalo blanco con el escudo característico de Esquiador/Escalador.
- Regulares. Sus acuartelamientos están en Ceuta y Melilla. Unidades de primera línea con tradición hispano-africana, se caracterizan por su uniforme color garbanzo (aunque a diario se utiliza el estándar de camuflaje), diferenciándose los de una ciudad y otra por el color de su surham (capa): azul para los ceutíes y roja para los melillenses.

## Composición de las unidades
El Ejército de Tierra en España está formado, de menor a mayor nivel, por las siguientes unidades (los ejemplos corresponden al arma de infantería):
- Escuadra: las escuadras, mandadas por un cabo, pueden dividirse según el arma que utilicen en:
  - Escuadra de fusileros: formada por un cabo y 3-4 soldados. Su arma es el fusil de combate.
  - Escuadra de ametralladora: formada por un cabo (tirador), que porta la ametralladora y 2-3 soldados, de los cuales un soldado lleva un cañón de recambio de la ametralladora, para cuando se calienta demasiado al disparar (hablamos de la ametralladora MG-3) y un par de cajas de municiones (alrededor de 500 cartuchos cada una). Los otros dos soldados llevan dos cajas de municiones cada uno y en caso de despliegue, se sitúan a cierta distancia del cabo, relevando al primer cargador cuando este no posea más munición. El arma personal es el fusil de combate, excepto el cabo de ametralladora, que lleva una pistola de 9 mm Parabellum. Esta escuadra de MG3 está siendo sustituida por un soldado ametrallador con MG4 integrado en el pelotón de fusiles, dejando de existir como tal esta escuadra.
  - Escuadra de mortero: nos referimos al mortero de 60 mm, que lo porta el cabo. Hay 2-3 soldados que portan de 3 a 5 granadas para el mortero. Sus armas son fusiles, excepto el cabo, que porta un subfusil.
  - Escuadra de lanzagranadas: un cabo (tirador) porta el lanzagranadas (un tubo tipo bazuca), 2-3 soldados con las granadas. Sus armas son el fusil, excepto el cabo, que porta un subfusil.
- Pelotón: formado por dos escuadras y mandadas por un cabo primero o sargento. La formación de pelotones puede dividirse en:
  - Pelotón fusilero: formado por dos escuadras de fusileros o una escuadra de fusilero y una escuadra de ametralladora.
  - Pelotón mixto: formado por una escuadra de fusileros y una escuadra de mortero o lanzagranadas.
  - Pelotón de mortero: unidad formada por un cabo primero, 1-2 cabos y 5-8 soldados. El mortero es de 81 mm, que debido a su gran envergadura, se divide: un cabo (tirador) porta la base del mortero (una base metálica donde se pone la parte inferior del mortero y que puede medir unos 50 cm de diámetro); un soldado porta el tubo del mortero; un soldado porta la sujeción del mortero, que sirve para el apoyo del mortero y el bastón, utensilio con final magnético que sirve para sacar la granada dentro del tubo que no haya podido ser disparada por defectuosa; un soldado portador del goniómetro (utensilio para medir ángulos en el terreno y materializar los datos de puntería obtenidos en el plano), y el resto porta las granadas necesarias. El arma de defensa personal es una pistola de 9 mm Parabellum, los portadores y de subfusil/fusil los demás soldados.
  - Pelotón lanzamisiles: pelotón especial, armado con un lanzamisiles (hace años se usaba el misil antitanque filodirigido Milán), especial contra carros a larga distancia (más de 1 km, de los 400-600 m que podría alcanzar un lanzagranadas).
  - Pelotón CSR: cañón sin retroceso (106 mm, generalmente montado en un vehículo todoterreno (Jeep). Es un cañón que posee una salida detrás (es de retrocarga) donde expulsa los gases cuando dispara, de manera que no tiene retroceso. Puede ser disparado desde el propio vehículo. Su único peligro es situarse detrás del cañón en el momento del disparo (al igual que el lanzagranadas, pero más potente). El cañón puede descargarse del jeep y fijarse en una posición. El pelotón consta de un cabo primero, jefe de unidad, un cabo o soldado conductor, un cabo disparador y 4-6 soldados de soporte. Todos con subfusil.
- Sección: formada según la necesidad de combate por 3-4 pelotones. Es mandada por un alférez o un teniente.
- Compañía o batería (artillería) o escuadrón (caballería): formada por 3-4 secciones. Mandada por un capitán. Generalmente la formación de compañías puede ser:
  - Compañía de fusileros: formada por cuatro secciones de fusileros.
  - Compañía mixta: formada por tres secciones de fusileros y una de apoyo: morteros del 81 mm.
- Batallón o grupo (caballería y artillería): formado por cuatro compañías. A veces se le agrega una compañía de la plana mayor o de logística. Mandado por un comandante o teniente coronel. Unidades de este mismo tipo se llaman tabor en las tropas de Regulares (África del Norte), banderas en las de La Legión y en las paracaidistas, y grupo en el caso de las armas de artillería y caballería.
- Regimiento: formado por uno o dos batallones o grupos. El mando corresponde a un coronel. Actualmente, este tipo de unidad se mantiene más como herencia histórica que como unidad operativa, excepto en La Legión, que equivale a un tercio.
- Brigada: formada normalmente por tres regimientos de infantería, un grupo de artillería, y unidades de ingenieros y de intendencia. El mando lo ostenta un general de brigada.
- División: formada por 2-4 brigadas, más unidades adicionales de caballería, artillería, ingenieros y otras. El mando lo ostenta un general de división.
- Cuerpo de ejército: formado por 2 divisiones y otras unidades menores. El mando lo lleva un teniente general.
- Ejército: formado por entre 10 y 12 divisiones, formado por todos los cuerpos de ejército (tierra, mar o aire). El mando lo ostenta un único general de ejército, con el cargo de jefe de Estado Mayor del Ejército.
- Fuerzas Armadas: Ejército de Tierra, Armada y Ejército del Aire: nominalmente el mando supremo[25] y único capitán general[26] es el Rey de España. El mando operativo corresponde al jefe de Estado Mayor de la Defensa,[27] bajo la dependencia del Ministro de Defensa.

## Cuerpos del Ejército

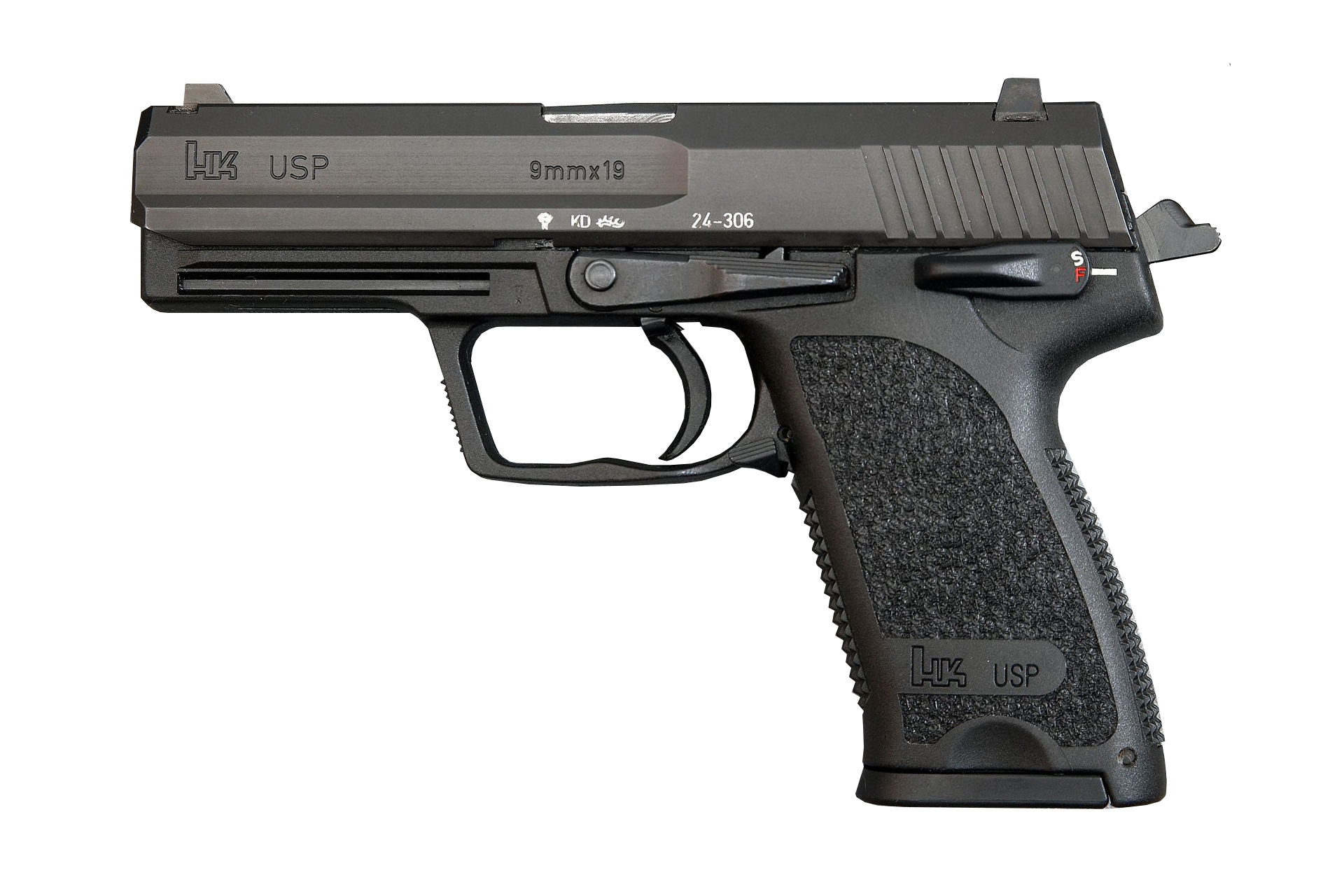
Heckler & Koch USP (9 mm) es la pistola estándar del Ejército de Tierra español.

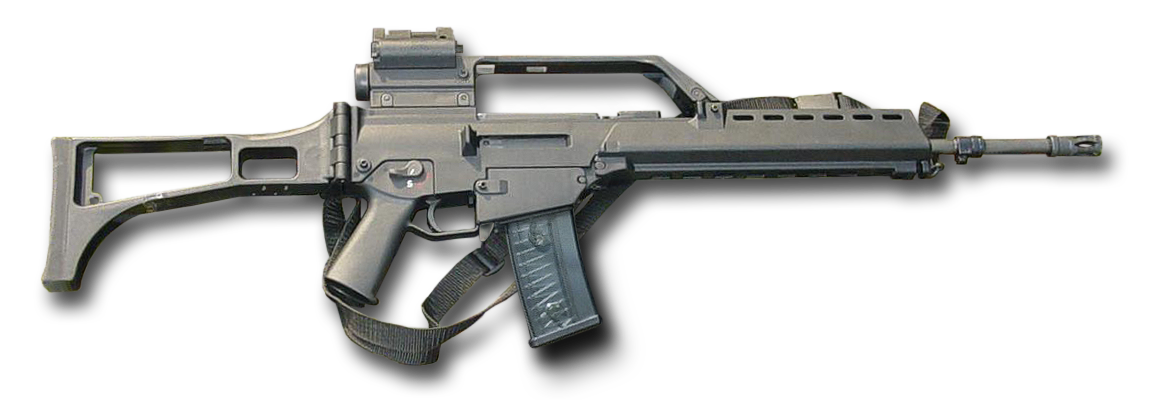
Heckler & Koch G36 (5,56 mm) es el rifle estándar del Ejército de Tierra español.

### Cuerpos propios del Ejército de Tierra
El personal del Ejército se distribuye en tres cuerpos:
- Cuerpo General del Ejército de Tierra (CGET)
- Cuerpo de Intendencia (CINET)
- Cuerpo de Ingenieros Politécnicos (CIPET)

El Cuerpo General del Ejército de Tierra se divide en seis especialidades fundamentales:
- Infantería
- Caballería
- Artillería
- Ingenieros
- Transmisiones
- Aviación del Ejército de Tierra

El Cuerpo de Ingenieros Politécnicos se divide en dos escalas con sus correspondientes especialidades:
- Escala Superior del CIPET (EOF) (se accede con los títulos de ingeniero, licenciado o arquitecto, según la convocatoria). Sus especialidades son:
  - Armamento
  - Construcción
  - Telecomunicaciones y Electrónica

- Escala Técnica del CIPET (EOT) (se accede con los títulos de ingeniero técnico, diplomado o arquitecto técnico). Especialidades:
  - Mecánica
  - Construcción
  - Telecomunicaciones

(Nota: el CIP aún tiene pendiente su adaptación al proceso de Bolonia.)

### Cuerpos comunes de lasFuerzas Armadas.
- Cuerpo Jurídico Militar
- Sanidad Militar
- Intervención Militar
- Músicas Militares

### Unidades y centros con emblema específico.
- Estado Mayor
- Academia General Militar
- Academia General Básica de Suboficiales
- Compañías de Mar
- Regulares
- Legión
- Fuerzas Aeromóviles del Ejército de Tierra
- Unidades de Logística
- Unidad Militar de Emergencias
- Guardia Real
- Guardia Civil
- Policía Militar

Emblema de la Infantería
Emblema de la Caballería
Emblema de la Artillería
Emblema de Ingenieros
Emblema de Especialistas (ET)
Emblema del Cuerpo de Intendencia
Emblema del Cuerpo de Ingenieros Politécnicos

## Uniformidad
| Gran etiqueta Modalidad A y B | Etiqueta Modalidad A y B | Gala Modalidad A y B       | Especial relevancia Modalidad A y B |                 |
| ----------------------------- | ------------------------ | -------------------------- | ----------------------------------- | --------------- |
|                               |                          |                            |                                     |                 |
| Diario Modalidad A y B        | Diario Modalidad C       | Trabajo Modalidad A, B y C | Pixelado boscoso                    | Pixelado árido1 |
|                               |                          |                            |                                     |                 |

1 Misiones internacionales.
| Oficiales generales     | Oficiales superiores | Oficiales |
| ----------------------- | -------------------- | --------- |
|                         |                      |           |
|                         |                      |           |
| Suboficiales superiores | Suboficiales         | Tropa     |
|                         |                      |           |
|                         |                      |           |

## Empleos
En el Ejército de Tierra español existen los siguientes empleos, de acuerdo con la clasificación de rangos de la OTAN, a la cual España pertenece.

### Escala de oficiales (generales)
| España | Capitán general  | General de Ejército  | Teniente general | General de división | General de brigada |
| España | Capitán general1 | General de Ejército2 | Teniente general | General de división | General de brigada |
| 1 Ostentado por el rey de España como parte de sus funciones constitucionales. 2 Ostentado por el JEME y el jefe de Estado Mayor de la Defensa, si pertenece al Ejército de Tierra. |                  |                      |                  |                     |                    |

### Escala de oficiales
| España | Coronel | Teniente coronel | Comandante | Capitán | Teniente | Alférez  |
| España | Coronel | Teniente coronel | Comandante | Capitán | Teniente | Alférez3 |
| 3 Solo para alumnado de la AGM a partir del 3.er curso (alférez cadete) y quienes se incorporan como oficiales reservistas voluntarios. |         |                  |            |         |          |          |

### Escala de suboficiales
| Código OTAN      | OR-9        | OR-9    | OR-8             | OR-7     | OR-7 |
| ---------------- | ----------- | ------- | ---------------- | -------- | ---- |
| España           |             |         |                  |          |      |
| Suboficial mayor | Subteniente | Brigada | Sargento primero | Sargento |      |

### Escala de Tropa
| Código OTAN | OR-6         | OR-5 | OR-4          | OR-3         | OR-2 |
| ----------- | ------------ | ---- | ------------- | ------------ | ---- |
| España      |              |      |               |              |      |
| Cabo mayor  | Cabo primero | Cabo | Soldado C.L.D | Soldado C.I. |      |

### Alumnos y aspirantes

#### Academia General Militar
| Código OTAN                                         | OF-D                                                      | Oficiales cadetes               | Oficiales cadetes                | Oficiales cadetes |
| --------------------------------------------------- | --------------------------------------------------------- | ------------------------------- | -------------------------------- | ----------------- |
| España                                              |                                                           |                                 |                                  |                   |
| Caballero/Dama alférez cadete 3.er, 4.º y 5.º curso | Caballero/Dama cadete 3.er curso (asignaturas pendientes) | Caballero/Dama cadete 2.º curso | Caballero/Dama cadete 1.er curso |                   |

#### Academia General Básica de Suboficiales
| Código OTAN                  | Suboficiales alumnos            | Suboficiales alumnos             | Suboficiales alumnos | Alumnos MPTM           | Alumnos MPTM |
| ---------------------------- | ------------------------------- | -------------------------------- | -------------------- | ---------------------- | ------------ |
| España                       |                                 |                                  |                      |                        |              |
| Sargento alumno (3.er curso) | Caballero/Dama alumno 2.º curso | Caballero/Dama alumno 1.er curso | Soldado alumno       | Alumno Escala de Tropa |              |

### Tiras de pecho
Las tiras de pecho (conocidas popularmente como «galletas») son usadas en los uniformes pixelados de campaña árido y boscoso.

#### Escala de oficiales (generales)
| Código OTAN | OF-10           | OF-9                | OF-8             | OF-7                | OF-6               |
| ----------- | --------------- | ------------------- | ---------------- | ------------------- | ------------------ |
| España      | Capitán general | General de ejército | Teniente general | General de división | General de brigada |
| España      | Capitán general | General de ejército | Teniente general | General de división | General de brigada |

#### Escala de oficiales
| Código OTAN | OF-5    | OF-4             | OF-3       | OF-2    | OF-1     | OF-1    |
| ----------- | ------- | ---------------- | ---------- | ------- | -------- | ------- |
| España      | Coronel | Teniente coronel | Comandante | Capitán | Teniente | Alférez |
| España      | Coronel | Teniente coronel | Comandante | Capitán | Teniente | Alférez |

#### Escala de suboficiales
| Código OTAN      | OR-9        | OR-9    | OR-8             | OR-7     | OR-7 |
| ---------------- | ----------- | ------- | ---------------- | -------- | ---- |
| España           |             |         |                  |          |      |
| Suboficial mayor | Subteniente | Brigada | Sargento primero | Sargento |      |

#### Escala de Tropa
| Código OTAN | OR-6         | OR-5 | OR-4               | OR-3    | OR-2 |
| ----------- | ------------ | ---- | ------------------ | ------- | ---- |
| España      |              |      |                    |         |      |
| Cabo mayor  | Cabo primero | Cabo | Soldado de primera | Soldado |      |

## Símbolos

#### Antiguos emblemas del Ejército de Tierra
|       |         |       |  |
| Armas | Cuerpos | Otros |  |